# Englische Rugby-Union-Meisterschaft 2015/16
Die Saison 2015/16 von Premiership Rugby war die 29. Saison der obersten Spielklasse der englischen Rugby-Union-Meisterschaft. Aus Sponsoringgründen trug sie den Namen Aviva Premiership. Sie begann am 16. Oktober 2015, umfasste 22 Spieltage (je eine Vor- und Rückrunde) und dauerte bis zum 7. Mai 2016. Anschließend qualifizierten sich die vier bestplatzierten Mannschaften für das Halbfinale, die Halbfinalsieger trafen am 28. Mai 2015 im Finale im Twickenham Stadium aufeinander. Den Titel gewannen die Saracens, die somit ihren Erfolg in der Vorsaison wiederholen konnten.

## Aviva Premiership

### Abschlusstabelle
M = Amtierender Meister

P = Promotion (Aufsteiger) aus der RFU Championship
|     | Team                   | Spiele | Siege | Unent. | Ndlg. | Spiel- punkte | Diff. | Bonus- punkte | Tabellen- punkte |
| --- | ---------------------- | ------ | ----- | ------ | ----- | ------------- | ----- | ------------- | ---------------- |
| 01. | Saracens (M)           | 22     | 17    | 1      | 4     | 580:376       | + 204 | 10            | 80               |
| 02. | Exeter Chiefs          | 22     | 15    | 0      | 7     | 585:361       | + 224 | 14            | 74               |
| 03. | Wasps RFC              | 22     | 15    | 0      | 7     | 598:397       | + 201 | 12            | 72               |
| 04. | Leicester Tigers       | 22     | 14    | 0      | 8     | 509:475       | + 34  | 9             | 65               |
| 05. | Northampton Saints     | 22     | 12    | 0      | 10    | 455:392       | + 63  | 12            | 60               |
| 06. | Sale Sharks            | 22     | 11    | 2      | 9     | 456:459       | − 3   | 10            | 58               |
| 07. | Harlequins             | 22     | 10    | 1      | 11    | 547:583       | − 36  | 13            | 55               |
| 08. | Gloucester RFC         | 22     | 10    | 1      | 11    | 429:423       | + 6   | 7             | 49               |
| 09. | Bath Rugby             | 22     | 9     | 0      | 13    | 435:460       | − 25  | 12            | 48               |
| 10. | Worcester Warriors (P) | 22     | 7     | 0      | 15    | 420:597       | − 177 | 7             | 35               |
| 11. | Newcastle Falcons      | 22     | 5     | 1      | 16    | 357:556       | − 199 | 5             | 27               |
| 12. | London Irish           | 22     | 4     | 0      | 18    | 328:620       | − 292 | 4             | 20               |

Die Punkte wurden wie folgt verteilt:
- 4 Punkte bei einem Sieg
- 2 Punkte bei einem Unentschieden
- 0 Punkte bei einer Niederlage (vor möglichen Bonuspunkten)
- 1 Bonuspunkt für vier oder mehr Versuche, unabhängig vom Endstand
- 1 Bonuspunkt bei einer Niederlage mit sieben oder weniger Punkten Unterschied

### Playoff
Halbfinale
| 21. Mai 2016 12:30 WESZ | Saracens | 44 : 17        | Leicester Tigers                                                                                     | Allianz Park, London Zuschauer: 9.932 Schiedsrichter: JP Doyle |
| 21. Mai 2016 12:30 WESZ | Versuche: Fraser 3. erh. Wyles 19. erh., 39. erh. Ashton 24. erh., 71. erh. Erhöhungen: Farrell (4/4) Hodgson (1/1) Straftritte: Farrell (1/1) 32. Hodgson (2/2) 61., 69. | (31:0) Bericht | Versuche: Veainu 41. erh. Barrow 44. erh. Erhöhungen: Williams (2/2) Straftritte: Williams (1/1) 44. | Allianz Park, London Zuschauer: 9.932 Schiedsrichter: JP Doyle |

| 21. Mai 2016 15:15 WESZ | Exeter Chiefs | 34 : 23         | Wasps RFC | Sandy Park, Exeter Zuschauer: 12.605 Schiedsrichter: Greg Garner |
| 21. Mai 2016 15:15 WESZ | Versuche: Whitten 21. erh. Ewers 46. erh. Strafversuch 38. erh., 79. erh. Erhöhungen: Steenson (4/4) Straftritte: Steenson (2/2) 3., 11. | (20:14) Bericht | Versuche: Festuccia 16. erh. Robson 31. erh. Erhöhungen: Gopperth (2/2) Straftritte: Gopperth (3/3) 45., 52., 67. | Sandy Park, Exeter Zuschauer: 12.605 Schiedsrichter: Greg Garner |

Finale
| 28. Mai 2016 15:00 WESZ | Saracens | 28 : 20        | Exeter Chiefs                                                                                              | Twickenham Stadium, London Zuschauer: 76.109 Schiedsrichter: Wayne Barnes |
| 28. Mai 2016 15:00 WESZ | Versuche: Taylor 33. erh. Wyles 36. erh. Goode 75. n.erh. Erhöhungen: Farrell (2/2) Straftritte: Farrell (3/3) 2., 9., 26. | (23:6) Bericht | Versuche: Yeandle 52. erh. Nowell 72. erh. Erhöhungen: Steenson (2/2) Straftritte: Steenson (2/2) 22., 40. | Twickenham Stadium, London Zuschauer: 76.109 Schiedsrichter: Wayne Barnes |

| 15                 | Alex Goode           |  |     |
| 14                 | Chris Ashton         |  |     |
| 13                 | Duncan Taylor        |  | 73. |
| 12                 | Brad Barritt         |  |     |
| 11                 | Chris Wyles          |  |     |
| 10                 | Owen Farrell         |  | 67. |
| 09                 | Richard Wigglesworth |  | 67. |
| 08                 | Billy Vunipola       |  |     |
| 07                 | Will Fraser          |  | 70. |
| 06                 | Michael Rhodes       |  | 51. |
| 05                 | George Kruis         |  |     |
| 04                 | Maro Itoje           |  |     |
| 03                 | Petrus du Plessis    |  | 51. |
| 02                 | Schalk Brits         |  | 51. |
| 01                 | Mako Vunipola        |  | 65. |
| Auswechselspieler: |                      |  |     |
| 16                 | Jamie George         |  | 51. |
| 17                 | Richard Barrington   |  | 65. |
| 18                 | Juan Figallo         |  | 51. |
| 19                 | Jim Hamilton         |  | 70. |
| 20                 | Jackson Wray         |  | 51. |
| 21                 | Neil de Kock         |  | 67. |
| 22                 | Charlie Hodgson      |  | 67. |
| 23                 | Marcelo Bosch        |  | 73. |
| Trainer:           |                      |  |     |
| Mark McCall        |                      |  |     |

| 15                 | Phil Dollman       |  |     |     |     |
| 14                 | Jack Nowell        |  |     |     |     |
| 13                 | Henry Slade        |  |     |     |     |
| 12                 | Ian Whitten        |  | 67. |     |     |
| 11                 | Olly Woodburn      |  | 54. |     |     |
| 10                 | Gareth Steenson    |  |     |     |     |
| 09                 | Will Chudley       |  | 64. |     |     |
| 08                 | Don Armand         |  |     | 64. |     |
| 07                 | Julian Salvi       |  | 60. | 64. |     |
| 06                 | Dave Ewers         |  |     |     |     |
| 05                 | Geoff Parling      |  | 63. |     |     |
| 04                 | Mitch Lees         |  |     |     |     |
| 03                 | Harry Williams     |  | 46. |     |     |
| 02                 | Luke Cowan-Dickie  |  | 46. | 67. | 73. |
| 01                 | Ben Moon           |  | 46. |     |     |
| Auswechselspieler: |                    |  |     |     |     |
| 16                 | Jack Yeandle       |  | 46. | 67. | 73. |
| 17                 | Alec Hepburn       |  | 46. |     |     |
| 18                 | Tomas Francis      |  | 46. |     |     |
| 19                 | Damian Welch       |  | 63. |     |     |
| 20                 | Kai Horstmann      |  | 60. |     |     |
| 21                 | Dave Lewis         |  | 64. |     |     |
| 22                 | Michele Campagnaro |  | 67. |     |     |
| 23                 | James Short        |  | 54. |     |     |
| Trainer:           |                    |  |     |     |     |
| Rob Baxter         |                    |  |     |     |     |

### Statistik
Meiste erzielte Versuche
|    | Name              | Versuche | Verein        |
| -- | ----------------- | -------- | ------------- |
| 1. | Thomas Waldrom    | 13       | Exeter Chiefs |
| 2. | Semesa Rokoduguni | 12       | Bath Rugby    |
| 2. | Christian Wade    | 12       | Wasps RFC     |
| 4. | Chris Ashton      | 11       | Saracens      |
| 5. | Charlie Walker    | 10       | Harlequins    |

Meiste erzielte Punkte
|    | Name            | Punkte | Verein             |
| -- | --------------- | ------ | ------------------ |
| 1. | Gareth Steenson | 258    | Exeter Chiefs      |
| 2. | Jimmy Gopperth  | 185    | Wasps RFC          |
| 3. | Danny Cipriani  | 182    | Sale Sharks        |
| 4. | Stephen Myler   | 173    | Northampton Saints |
| 5. | Charlie Hodgson | 154    | Saracens           |

## RFU Championship
Die Saison der zweiten Liga, der RFU Championship, umfasste 22 Spieltage (je eine Vor- und Rückrunde). Während die am schlechtesten klassierte Mannschaft direkt in die dritte Liga abstieg, trugen die vier Bestplatzierten ein Playoff mit zweiteiligen Halbfinale und Finale aus. Der Finalsieger stieg in die Premiership auf.

### Tabelle
P: Promotion (Aufsteiger) aus der National Division One

R: Relegation (Absteiger) aus der Premiership
|     | Team                    | Spiele | Siege | Unent. | Ndlg. | Spiel- punkte | Diff. | Bonus- punkte | Tabellen- punkte |
| --- | ----------------------- | ------ | ----- | ------ | ----- | ------------- | ----- | ------------- | ---------------- |
| 01. | Bristol Rugby           | 22     | 20    | 0      | 2     | 718:397       | + 321 | 15            | 95               |
| 02. | Doncaster Knights       | 22     | 15    | 2      | 5     | 588:470       | + 118 | 15            | 79               |
| 03. | Yorkshire Carnegie      | 22     | 14    | 0      | 8     | 655:466       | + 189 | 22            | 78               |
| 04. | Bedford Blues           | 22     | 12    | 0      | 10    | 623:599       | + 24  | 16            | 64               |
| 05. | London Welsh (R)        | 22     | 11    | 1      | 10    | 442:528       | − 86  | 12            | 58               |
| 06. | Jersey Reds             | 22     | 11    | 1      | 10    | 465:466       | − 1   | 11            | 57               |
| 07. | Nottingham RFC          | 22     | 10    | 0      | 12    | 494:483       | + 11  | 16            | 56               |
| 08. | London Scottish         | 22     | 10    | 0      | 12    | 463:453       | + 10  | 9             | 49               |
| 09. | Cornish Pirates         | 22     | 8     | 1      | 13    | 530:570       | − 40  | 15            | 49               |
| 10. | Rotherham Titans        | 22     | 8     | 0      | 14    | 454:621       | − 167 | 6             | 38               |
| 11. | Ealing Trailfinders (P) | 22     | 6     | 1      | 15    | 523:605       | − 82  | 11            | 37               |
| 12. | Moseley RFC             | 22     | 4     | 0      | 18    | 416:715       | − 299 | 10            | 26               |

Die Punkte wurden wie folgt verteilt:
- 4 Punkte bei einem Sieg
- 2 Punkte bei einem Unentschieden
- 0 Punkte bei einer Niederlage (vor möglichen Bonuspunkten)
- 1 Bonuspunkt für vier oder mehr Versuche, unabhängig vom Endstand
- 1 Bonuspunkt bei einer Niederlage mit sieben oder weniger Punkten Unterschied

### Playoff
Halbfinale
| 1. Mai 2016 15:00 WESZ | Yorkshire Carnegie | 17 : 30 | Doncaster Knights | Headingley Stadium, Leeds |
| 1. Mai 2016 15:00 WESZ |                    |         |                   | Headingley Stadium, Leeds |

| 1. Mai 2016 15:15 WESZ | Bedford Blues | 16 : 45 | Bristol Rugby | Goldington Road, Bedford |
| 1. Mai 2016 15:15 WESZ |               |         |               | Goldington Road, Bedford |

| 8. Mai 2016 14:30 WESZ | Doncaster Knights | 14 : 12 | Yorkshire Carnegie | Castle Park, Doncaster |
| 8. Mai 2016 14:30 WESZ |                   |         |                    | Castle Park, Doncaster |

| 8. Mai 2016 15:15 WESZ | Bristol Rugby | 31 : 19 | Bedford Blues | Ashton Gate Stadium, Bristol |
| 8. Mai 2016 15:15 WESZ |               |         |               | Ashton Gate Stadium, Bristol |

Finale
| 18. Mai 2016 19:45 WESZ | Doncaster Knights | 13 : 28 | Bristol Rugby | Castle Park, Doncaster |
| 18. Mai 2016 19:45 WESZ |                   |         |               | Castle Park, Doncaster |

| 25. Mai 2016 19:45 WESZ | Bristol Rugby | 32 : 34 | Doncaster Knights | Ashton Gate Stadium, Bristol |
| 25. Mai 2016 19:45 WESZ |               |         |                   | Ashton Gate Stadium, Bristol |